# Zamarada sinecalcarata
Zamarada sinecalcarata là một loài bướm đêm trong họ Geometridae.